# Þorsteinn Ingimundarson
Þorsteinn Ingimundarson (Thorstein, n. 920) fue un vikingo y goði de Hof, Vatnsdalur en Islandia. Era hijo de Ingimundur Þorsteinsson y su estirpe se remonta a la figura de Ketil Raum. Es un personaje de la saga Vatnsdœla. Se casó con Þuríður Sölmundsdóttir (n. 950), una hija de Sólmundur Eilífsson, y de esa relación nacieron dos hijos, Ingólfur Þorsteinsson y Guðbrandur Þorsteinsson (n. 974). La saga le menciona como el más poderoso caudillo de los Vatnsdælir, muy respetado y amado entre los suyos.